# Necko
Necko – jezioro w Augustowie (makroregion – Pojezierze Litewskie, mezoregion – Równina Augustowska), w województwie podlaskim, w powiecie augustowskim, w gminie Augustów. Zbiornik wodny 2 klasy.
Necko należy do typu polodowcowych jezior rynnowych. Jezioro ma dość dobrze rozwiniętą linię brzegową, w większości (70%) porośniętą lasem, z licznymi piaszczystymi plażami.

## Położenie
Necko łączy się na północy z jeziorem Rospuda Augustowska (traktowanym czasami jako odnoga Necka) oraz, poprzez rzekę Klonownica (Cicha Rzeczka), z jeziorem Białym. Na północy do jeziora Rospuda wpada rzeka Rospuda, na południu zaś z Necka wypływa rzeka Netta, przechodząca następnie w Kanał Augustowski. Nad jeziorem położone są też części Augustowa: Borki, Zarzecze i Klonownica. Jezioro znajduje się na Obszarze Chronionego Krajobrazu "Puszcza i Jeziora Augustowskie".

## Flora i fauna
Necko reprezentuje sielawowy typ jeziora. Gatunki ryb żyjące w jeziorze to: szczupak pospolity, okoń, płoć, leszcz, sielawa, lin. Można również natrafić na następujące gatunki: węgorz europejski, miętus pospolity, wzdręga, sieja, troć, ciernik.
Występują takie gatunki ptaków, jak łabędź niemy oraz kaczka krzyżówka.
Z bezkręgowców występujących na terenie jeziora wymienić można na przykład raka błotnego, żyworódkę pospolitą czy racicznicę zmienną.
Florę jeziora reprezentuje wiele gatunków roślin, w tym: rogatek sztywny, grążel żółty, trzcina zwyczajna. 

## Nazwa
Nazwa Necko wywodzi się z jaćwieskiego słowa methis oznaczającego rzucać.
Dawne formy nazwy jeziora:
- Meten, 1396
- Metensehe, 1398
- Metensee, 1402
- Methis, 1418
- Nyeczko, 1515
- Micko (Мицко), 1559
- Miecko, 1569
- Niecko, 1770

## Obiekty i atrakcje turystyczne
Zwarta zabudowa miejska Augustowa przylega do jeziora tylko przy wypływie rzeki Netty. Nad południowym brzegiem Necka znajdują się liczne hotele i ośrodki turystyczne, a także plaża miejska z wyciągiem nart wodnych i muszla koncertowa. Przez jezioro przebiega szlak Kanału Augustowskiego, kursują statki wycieczkowe. Wzdłuż brzegu, na odcinku od rzeki Netty do rzeczki Klonownicy, biegnie deptak oraz ścieżka rowerowa (oświetlane elektrycznie). W lesie wokół jeziora można odnaleźć pozostałości okopów z czasów II wojny światowej.
Na Białej Górze (przy rzeczce Klonownicy) znajduje się budynek z 1939 r. (obecnie hotel "Hetman", dawniej Dom Wycieczkowy PTTK), zaprojektowany przez wybitnego architekta Macieja Nowickiego.
Jezioro Necko pojawia się w piosence Beata z Albatrosa Janusza Laskowskiego.